# رونا آکیاما
رونا آکیاما (انگلیسی: Runa Akiyama; ۱۷ آوریل ۱۹۵۴ – ۸ مارس ۲۰۱۴) صداپیشگی اهل ژاپن بود.